# Mike Lazzo
Michael Lazzo (* 10. April, 1958 in LaGrange, Georgia) ist ein US-amerikanischer Fernsehproduzent und der Gründer von Adult Swim, dem Late-Night-Programmblock von Cartoon Network.

## Leben
Lazzo brach mit 15 Jahren die Schule ab und erlangte im Jahre 1984 einen Beruf bei Turner Broadcasting System. Später führte er das Programm für TBS und wurde 1994 Programmführer bei Cartoon Network, einen damals neuen Sender, welcher als ein Spartensender für Zeichentrickserien fungierte. Im gleichen Jahr erschuf er die Talkshow Space Ghost Coast to Coast, welche einen Superhelden aus den 1960er Jahren als Host hatte.
In den späten Neunzigern trat er auch als Produzent für einige Cartoon-Network-Eigenproduktionen auf, darunter Samurai Jack oder Powerpuff Girls und produzierte auch den 2002 erschienenen Powerpuff Girls Film.
In 2001 erschuf er Adult Swim und diente daraufhin als Produzent für einen Großteil der Eigenproduktionen.
Im Dezember 2019 ging Lazzo in Rente und sein Platz wurde von Michael Ouweleen eingenommen.

## Einzelnachweis
1. ↑  Mike Lazzo IMDB. In: IMDB. IMDB, abgerufen am 12. Juli 2021.

| Personendaten    | Personendaten                      |
| ---------------- | ---------------------------------- |
| NAME             | Lazzo, Mike                        |
| ALTERNATIVNAMEN  | Lazzo, Michael                     |
| KURZBESCHREIBUNG | US-amerikanischer Fernsehproduzent |
| GEBURTSDATUM     | 10. April 1958                     |
| GEBURTSORT       | LaGrange, Georgia                  |